# Paris sous les bombes
Paris sous les bombes is het derde album van de Franse groep Suprême NTM, uitgebracht in 1995 door Epic Records. Van het album werden 250.000 exemplaren verkocht. Het album is geproduceerd door Sully Sefil en NTM, en wordt door veel rapfans bestempeld als classic.

## Track listing
1. Intro
2. Plus jamais ça (Kool Shen / Joey Starr / Lucien) - 4:46
3. Tout n'est pas si facile (Kool Shen / Joey Starr / DJ Clyde) - 4:50
4. Come again (Pour que ça sonne funk) (Joey Starr / DJ Clyde / DJ Spank) - 4:05
5. Qu'est-ce qu'on attend ? (Kool Shen / Joey Starr / LG Experience) - 4:11
6. Nouvelle école (Kool Shen) - 4:02
7. Le Rêve (Kool Shen/ AL.X / DJ Clyde) - 4:17
8. Old Skool (Kool Shen / Joey Starr / Badreak / AL.X / DJ Clyde / DJ Max) - 3:05
9. Intro (Paris sous les bombes) (Kool Shen) - 0:41
10. Paris sous les bombes (Kool Shen / Joey Starr / Lucien) - 4:18
11. Pass pass le join (Kool Shen / Joey Starr / Badreak / AL.X / LG Experience) - 4:08
12. Qui paiera les dégâts ?, (DJ Clyde remix) (Kool Shen / Beatnuts) - 4:29
13. Sista B. (skit) - 0:40
14. Est-ce la vie ou moi (Kool Shen / Joey Starr / DJ Clyde) - 5:23
15. La Fièvre (Kool Shen / Joey Starr / DJ Clyde) - 4:05
16. Popopop !!, freestyle (Kool Shen / Joey Starr / Badreak / AL.X / Solo) - 3:58
17. Outro - 2:15
18. Come Again 2 (remix, Bonus track) - 3:43
19. Saint Denis Style, (Affirmative Action remix) met Nas, Bonus track - 4:04

## Line-up
- Kool Shen - Rapper
- Joey Starr - Rapper

## Clips
Van de volgende albumnummers verscheen een videoclip:
- Tout n'est pas si facile
- Qu'est-ce qu'on attend
- La Fièvre